# Hyphinomos fasciata
Hyphinomos fasciata är en insektsart som beskrevs av Boris Petrovich Uvarov 1921. Hyphinomos fasciata ingår i släktet Hyphinomos och familjen vårtbitare. Inga underarter finns listade i Catalogue of Life.